# Ferdinand Georg Frobenius
Ferdinand Georg Frobenius, nemški matematik, * 26. oktober 1849, Charlottenburg, Berlin, Prusija (sedaj Nemčija), † 3. avgust 1917, Berlin.

## Življenje in delo
Frobenius je najbolj znan po svojih prispevkih k teoriji diferencialnih enačb in teoriji grup.
Študiral je na Univerzi v Berlinu. Njegov disertacija je obravnavala rešitve diferencialnih enačb, njegov mentor pa je bil Weierstrass. Po doktoratu leta 1870 je nekaj let poučeval v Berlinu. Zatem so ga imenovali za profesorja na Politehniki v Zürichu (sedaj ETH). Leta 1893 se je vrnil v Berlin, kjer so ga izbrali za člana Pruske akademije znanosti.

## Prispevki k teoriji grup
Teorija grup je bila v drugi polovici njegovega poklicnega življenja ena od njegovih glavnih zanimanj. Njegov dokaz izreka Sylowa za abstraktne grupe je bil med njegovimi prvimi vidnejšimi doprinosi. Zgodnejši dokazi so veljali za permutacoijske grupe. Njegov dokaz za prvi izrek Sylowa (o obstoju grup Sylowa) danes še vedno uporabljajo.
Pomembnejša je bila njegova izdelava teorije grupnih karakterjev in reprezentacij grup, ki predstavljajo osnovno orodje za proučevanje zgradbe grup. To delo je vodilo k opredelitvi Frobeniusovega recipročnostnega zakona in določitvi Frobeniusovih grup.
Pri Frobeniusu in pri Fuchsu je od leta 1899 do 1900 v Berlinu študiral Josip Plemelj.